# Suzuki VX 800
La Suzuki VX800 è una motocicletta bicilindrica prodotta dalla casa motociclistica Suzuki.
La VX800 è stata progettata presso lo studio di progettazione Suzuki negli Stati Uniti d'America a Brea (California) dal 1986 al 1989, e prodotta dal 1990 al 1997. Lo scarso successo di vendite ottenute ha decretato la fine delle importazioni nel mercato statunitense nel 1993, mentre la versione europea è stata prodotta fino al 1997.

## Idea e Prototipo
Fra gli altri, il team di designer era composto dal coordinatore del progetto Don Presnell, dall'ingegnere capo Aki Goto e da Sam Yamazaki per la parte motoristica.
Yamazaki e Goto iniziarono a preparare un prototipo grezzo presso lo Studio Brea utilizzando un blocco motore da 750 cm³ proveniente da una Suzuki Intruder in un telaio Intruder modificato. Il prototipo venne rifinito con un serbatoio in alluminio martellato a mano da Sam Yamazaki.
Il primo modello completo del VX750, questo era il nome in codice del progetto, fu invece costruito da Don Presnell presso l'impianto di Brea.
A tal proposito, Don Presnell sulle modifiche apportate in Giappone scrisse:
"Il modello in scala costruito in argilla che portai in Giappone per le modifiche finali aveva un parafango posteriore comprensivo di sella più simile al primo abbozzo. Ma i grandi capi giapponesi vollero andare sul sicuro, così andarono avanti con uno stile più tradizionale per il parafango posteriore. Spesso e volentieri i disegni e i concetti originali di un progettista vengono compromessi quando si arriva all'Ufficio Marketing!"
Il successivo lavoro a motore e sospensioni, così come gli ultimi ritocchi sul telaio vennero fatti nella fabbrica di Hamamatsu, in Giappone. Dopo che la direzione del concept & design nipponico venne stabilita, la parte finale del lavoro passò nelle mani del team di sviluppo degli Stati Uniti.

## Linea
La VX 800 è stata sviluppata e realizzata in un tempo relativamente breve con mezzi piuttosto semplici, e si può definire a metà strada tra una tourer e una sportiva. A causa del passo lungo, la VX 800 non è adatta per una guida particolarmente sportiva, ma è economica, resistente, di facile manutenzione e molto adatta per il turismo. La linea è molto simile a quella della sorella minore Bandit 400 con la quale condivide molti pezzi come i fari anteriori e posteriori, gli indicatori di direzione, le forcelle e numerose parti meccaniche; ciò nonostante è riconoscibile a colpo d'occhio per il caratteristico propulsore bicilindrico a V inclinato di 45°, dalla trasmissione a giunto cardanico e dalla lunghezza e peso superiori, che le conferiscono una generale sensazione di maggior robustezza e sicurezza. Il peso importante e la presenza della trasmissione cardanica non la rendono una moto "facile" e adatta a tutti: infatti in città risulta pesante e le manovre da fermo si effettuano con relativa difficoltà. Più confortevole e comoda soprattutto in due nelle tratte a medio/lungo raggio, dove si rivela una motocicletta tranquilla, rilassante e non troppo esosa di carburante.
Fatta eccezione per alcune modifiche minori, nel corso della sua storia sono stati modificati solo il rubinetto della benzina, la pinza freno anteriore e il terminale di scarico. La valvola del carburante è stata dotata di un controllo negativo di pressione con relativi tubi aggiuntivi e di collegamento al carburatore, che hanno richiesto opportune modifiche alle pastiglie dei freni. Anche il sistema di scarico è stato adattato alle normative antirumore più rigorose, che ne hanno ridotto leggermente la potenza.

## Motore
Il motore della VX800 deriva da quello utilizzato dalla Intruder 750, con un alesaggio di 3 mm più grande per aumentarne la cilindrata, portata a 805 cm³, e carburatori più grandi da 36 mm, in sostituzione delle unità da 34 mm. Si tratta di un bicilindrico a V di 45 gradi quattro tempi con albero a camme dotato di raffreddamento a liquido, nonostante le finte alette presenti nei cilindri, capace produrre fino ad un massimo di 61 CV a 7.500 giri, con un rapporto di compressione di 10:1. La peculiarità di questo motore è da ricercarsi nella coppia elevata ai bassi regimi (73 N·m a 5500 giri al minuto) che, unita alla velocità massima di non più di 190 km/h la rendono ideale per i percorsi a medio e lungo raggio.

## Varianti
In tutto sono state prodotte quattro varianti internazionali della VX800:
- la versione giapponese, caratterizzata da un telaio leggermente più corto.
- la versione europea, caratterizzata da una mappatura del motore diversa, tesa ad agevolare il funzionamento ai regimi elevati.[4]
- la versione americana prodotta dal 1990 al 1993, dotata di molti particolari provenienti dalla Suzuki Intruder, tesa a compiacere i gusti e le esigenze diverse in termini di velocità e maneggevolezza del pubblico Statunitense. A questo proposito si aggiunse un terminale di scarico dal sound più carismatico e corposo. La Suzuki America chiese di modificare i rapporti del cambio rendendoli più corti per favorire una migliore accelerazione.[4]
- la versione specifica per la California era la stessa della versione USA, ma con l'aggiunta di un filtro antiparticolato per la marmitta, a causa delle stringenti norme antinquinamento dello Stato.